# Кока (страва)

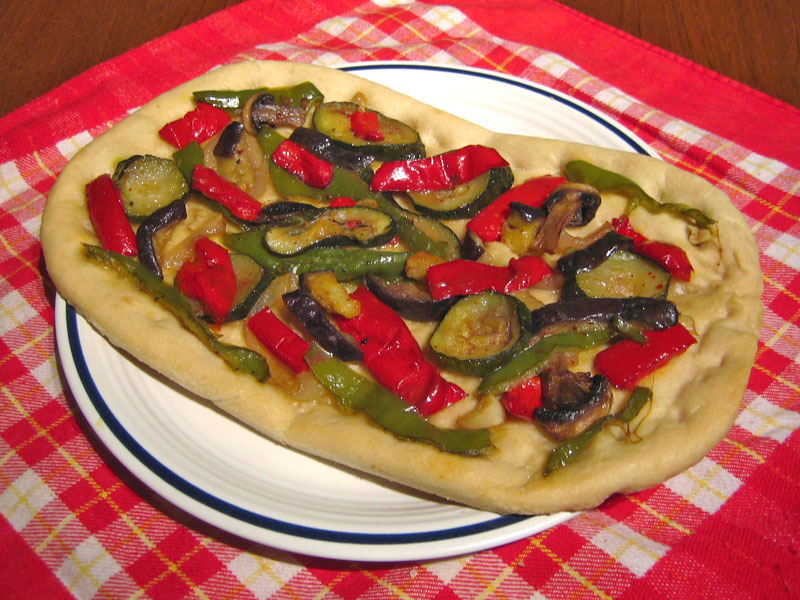
Кока з овочами

Ко́ка з овоча́ми (кат. Coca de verdures або coca d'escalivada, de recapte, de trempó, de mullador, d'Alcoi, вимова [ˈkɔkə də βəɾˈduɾəs] або [ˈkɔkə dəskəłiˈβaðə]) — традиційний пиріг каталонської кухні. Схожий на італійську піцу, для начинки використовують капсикум (мексиканський перець), баклажани, цибулю, іноді картоплю, додають також сіль, чорний перець, оливкову олію.
Один з найвідоміших різновидів цього пирога — кока Святого Івана